# Protichneumon fusorius

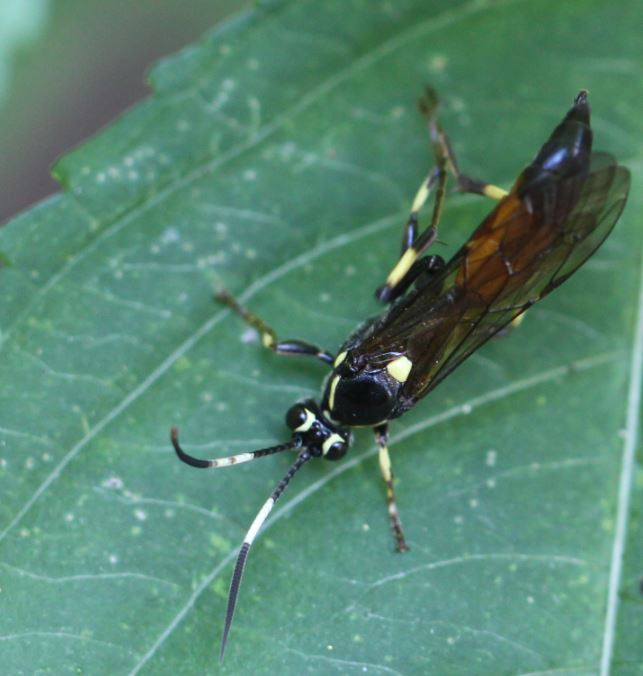

Protichneumon fusorius ist eine Schlupfwespe aus der Unterfamilie der Ichneumoninae. Die Art wurde von dem schwedischen Entomologen Carl von Linné im Jahr 1761 als Ichneumon fusorius erstbeschrieben.

## Merkmale
Die relativ großen Schlupfwespen sind etwa 20 mm lang. Die Färbung, insbesondere des Hinterleibs und der Beine ist variabel. Die Art wird in mindestens 4 Unterarten gegliedert. Kopf und Thorax der Weibchen sind überwiegend schwarz gefärbt. Entlang dem Innenrand der Facettenaugen verläuft ein breiter weißlich-gelber Längsstreifen. Die Fühler weisen auf halber Länge eine breite weiße Binde auf. Entlang des Pronotums verläuft seitlich ein weißlich-gelber Strich. Unterhalb des Ansatzes der Vorderflügel befindet sich ein weißlich-gelber Fleck. Das Scutellum ist ebenfalls weißlich-gelb. Der Hinterleib ist orange gefärbt. Die hinteren Tergite sind meist schwarz. Der sehr kurze Ovipositor ist am Hinterleibsende zu erkennen. Die Beine sind bis auf die Tibien und Tarsen schwarz. Die apikalen Enden der zum Teil weißlich-gelb gefärbten Tibien sind gewöhnlich schwarz. Die Vorderflügel besitzen ein schmales Pterostigma.

## Ähnliche Arten
- Protichneumon pisorius – sehr ähnlich; die apikalen Enden der Tibien sind rot[3]

## Verbreitung
Die Art ist in Europa weit verbreitet. Im Norden reicht das Vorkommen bis nach Fennoskandinavien, im Süden bis in den Mittelmeerraum und nach Nordafrika. Auf den Britischen Inseln fehlt die Art offenbar. Im Osten reicht das Vorkommen bis in den Nahen und Mittleren Osten (Iran).

## Lebensweise
Die Schlupfwespen beobachtet man gewöhnlich von Juni bis Oktober. Protichneumon fusorius ist ein Puppenparasitoid verschiedener Schwärmer (Sphingidae) und Eulenfalter (Noctuidae). Als Wirtsarten werden genannt: das Abendpfauenauge (Smerinthus ocellata), der Kiefernschwärmer (Sphinx pinastri), der Pappelschwärmer (Laothoe populi), der Ligusterschwärmer (Sphinx ligustri), der Windenschwärmer (Agrius convolvuli) sowie Vertreter der Gattung Macroglossum.